# Let's Talk About Love (álbum de Céline Dion)
Let's Talk About Love (en español: Hablemos de amor) es el quinto álbum de estudio en inglés y el vigésimo tercero en total de la cantante canadiense Céline Dion, fue lanzado en noviembre de 1997 a través de Epic Records y Columbia Records. Let's Talk About Love es considerado uno de los álbumes más exitosos de la historia además de que es álbum más vendido de su carrera ha superado en ventas las más de 33 millones de copias vendidas alrededor del mundo, incluyendo más de 11 millones solo en Estados Unidos.
En noviembre de 2007, este álbum fue relanzado en una compilación especial de tres discos titulado Let's Talk About Love / Falling into You / A New Day Has Come.

## Información del álbum
Luego del monstruoso éxito de Falling Into You, Celine Dion lanza la secuela Let's Talk About Love, el disco fue grabado en Londres, Nueva York y Los Ángeles, el álbum incluye duetos con grandes artistas como Barbra Streisand en la canción "Tell Him," The Bee Gees en la canción "Immortality" y también el mundialmente conocido tenor italiano Luciano Pavarotti (1935-2007) en la canción "I Hate You Then I Love You", convirtiendo a este disco en uno de los más vendidos de los 90's, aproximadamente 31 millones de copias.
El éxito del álbum también fue influenciado por un sencillo que hacía parte de este: nada más ni nada menos que "My Heart Will Go On", la famosa balada compuesta por James Horner y Will Jennings que fue tema central de la exitosa película "Titanic", además de ser el mayor éxito de Dion.

## Lista de canciones
| #                                       | Título                                                        | Escritores                                        | Duración |
| --------------------------------------- | ------------------------------------------------------------- | ------------------------------------------------- | -------- |
| 1.                                      | "The Reason"                                                  | C. King, M. Hudson, G. Wells                      | 5:01     |
| 2.                                      | "Immortality" (featuring the Bee Gees)                        | B. Gibb, R. Gibb, M. Gibb                         | 4:11     |
| 3.                                      | "Treat Her Like a Lady" (featuring Diana King and Brownstone) | D. King, A. Marvel, B. Mann, C. Dion              | 4:05     |
| 4.                                      | "Why Oh Why"                                                  | M. Sharron, D. Sembello                           | 4:50     |
| 5.                                      | "Love Is On the Way"                                          | P. Zizzo, D. Rich, T. Shafer                      | 4:25     |
| 6.                                      | "Tell Him" (with Barbra Streisand)                            | L. Thompson, W. Afanasieff, D. Foster             | 4:51     |
| 7.                                      | "When I Need You"                                             | A. Hammond, C. Bayer Sager                        | 4:12     |
| 8.                                      | "Miles to Go (Before I Sleep)"                                | C. Hart                                           | 4:40     |
| 9.                                      | "Us"                                                          | B. Pace                                           | 5:47     |
| 10.                                     | "Just a Little Bit of Love"                                   | M. Christensen, A. Roman, A. Jacobson             | 4:06     |
| 11.                                     | "My Heart Will Go On" (love theme from Titanic)               | J. Horner, W. Jennings                            | 4:40     |
| 12.                                     | "Where Is the Love"                                           | C. Hart                                           | 4:55     |
| 13.                                     | "I Hate You Then I Love You" (with Luciano Pavarotti)         | T. Renis, M. Falla, A. Testa, F. Testa, N. Newell | 4:42     |
| 14.                                     | "Let's Talk About Love"                                       | B. Adams, J.J. Goldman, E. Kennedy                | 5:12     |
| E.U. bonus track                        |                                                               |                                                   |          |
| 15.                                     | "To Love You More"                                            | D. Foster, J. Miles                               | 5:28     |
| Canada bonus track                      |                                                               |                                                   |          |
| 15.                                     | "Amar Haciendo el Amor"                                       | B. Mann, D. Rich, M. Benito                       | 4:12     |
| Australia / Asia / Europea bonus tracks |                                                               |                                                   |          |
| 15.                                     | "Amar Haciendo el Amor"                                       | B. Mann, D. Rich, M. Benito                       | 4:12     |
| 16.                                     | "Be the Man"                                                  | D. Foster, J. Miles                               | 4:39     |

## Listas
| País                                    | Posición más alta | Número de Semanas | Certificación | Ventas     |
| --------------------------------------- | ----------------- | ----------------- | ------------- | ---------- |
| Australia                               | 1                 | 72                | 6x Platino    | 420,000    |
| Austria                                 | 1                 | 45                | 2x Platino    | 100,000    |
| Canadá                                  | 1                 | 73                | Diamante      | 1,500,000  |
| Dinamarca                               | 1                 | 46                | Platino       | 30,000     |
| Europa                                  | 1                 | n/a               | 9x Platino    | 10,000,000 |
| Finlandia                               | 1                 | 40                | Platino       | 97,121     |
| Francia                                 | 1                 | 55                | Diamante      | 1,474,800  |
| Alemania                                | 1                 | 70                | 3x Platino    | 1,500,000  |
| Grecia                                  | 1                 | n/a               | Platino       | 50,000     |
| Italia                                  | 1                 | 46                | 10x Platino   | 1,000,000  |
| Irlanda                                 | 1                 | n/a               | n/a           | n/a        |
| Nueva Zelanda                           | 1                 | 50                | 9x Platino    | 135,000    |
| Noruega                                 | 1                 | 47                | 4x Platino    | 200,000    |
| Filipinas                               | 1                 | 22                | 3x Platino    | 90,000     |
| Suecia                                  | 1                 | 60                | 4x Platino    | 315,000    |
| Suiza                                   | 1                 | 63                | 7x Platino    | 365,000    |
| Reino Unido                             | 1                 | 101               | 6x Platino    | 1,984,152  |
| Estados Unidos (Billboard 200)          | 1                 | 84                | Diamante      | 10,546,000 |
| Hungría                                 | 3                 | 50                | 2x platino    | 105.000    |
| Portugal                                | 3                 | n/a               | 3x Platino    | 120,000    |
| España                                  | 3                 | 43                | 4x Platino    | 400,000    |
| Japón                                   | 5                 | 70                | "Million"     | 1,030,810  |
| Estados Unidos (Top Pop Catalog Albums) | 31                | 88                | -             | -          |
| Argentina                               | n/a               | n/a               | 2x Platino    | 120,000    |
| Brasil                                  | n/a               | n/a               | Platino       | 1,000,000  |
| América Central                         | n/a               | n/a               | Platino       | n/a        |
| Chile                                   | n/a               | n/a               | Oro           | n/a        |
| Colombia                                | n/a               | n/a               | Oro           | n/a        |
| República Checa                         | n/a               | n/a               | Platinum      | n/a        |
| Hong Kong                               | n/a               | n/a               | 9x Platino    | 180,000    |
| Islandia                                | n/a               | n/a               | 2x Platino    | n/a        |
| India                                   | n/a               | n/a               | Oro           | n/a        |
| Indonesia                               | n/a               | n/a               | 4x Platino    | n/a        |
| Israel                                  | n/a               | n/a               | Oro           | n/a        |
| Corea                                   | n/a               | n/a               | 2x Platino    | 570,000    |
| Malasia                                 | n/a               | n/a               | 6x Platino    | n/a        |
| México                                  | n/a               | n/a               | 2x Platino    | 300,000    |
| Polonia                                 | n/a               | n/a               | 2x Platino    | 450,000    |
| Singapur                                | n/a               | n/a               | 5x Platino    | n/a        |
| Sudáfrica                               | n/a               | n/a               | 4x Platino    | n/a        |
| Taiwán                                  | n/a               | n/a               | 8x Platino    | n/a        |
| Tailandia                               | n/a               | n/a               | 5x Platino    | n/a        |
| Turquía                                 | n/a               | n/a               | Platino       | n/a        |
| Venezuela                               | n/a               | n/a               | Oro           | n/a        |